# Du kan lita på mej
Du kan lita på mej är den svenske rockartisten Tomas Ledins fjortonde studioalbum, utgivet 1993 på skivbolaget The Record Station. Skivan utgavs på CD, LP och kassettband.
Skivan producerades av Lasse Anderson och Tomas Ledin och spelades in i Polar Studios i Stockholm. Den nådde förstaplatsen på den svenska albumlistan där den stannade i tre veckor. Totalt stannade den elva veckor på listan.

## Låtlista
Alla låtar är skrivna av Tomas Ledin.

### CD
1. "Du kan lita på mej" – 2:54
2. "En vind av längtan" – 4:17
3. "Släpp hästarna fria" – 5:31
4. "En hel och lycklig man" – 3:44
5. "Vi är vårt land" – 4:21
6. "Mina bästa dagar" – 4:05
7. "Fortfarande" – 4:35
8. "Nyckeln till dej" – 6:43
9. "Det var ingenting allvarligt" – 5:20
10. "Höstvals" – 2:21
11. "Fåglarna flyger högre i år" – 4:28

### LP
A
1. "Du kan lita på mej" – 2:54
2. "En vind av längtan" – 4:17
3. "Släpp hästarna fria" – 5:31
4. "En hel och lycklig man" – 3:44
5. "Vi är vårt land" – 4:21
6. "Mina bästa dagar" – 4:05

B
1. "Fortfarande" – 4:35
2. "Nyckeln till dej" – 6:43
3. "Det var ingenting allvarligt" – 5:20
4. "Höstvals" – 2:21
5. "Fåglarna flyger högre i år" – 4:28

## Listplaceringar
| Lista (1993) | Position |
| ------------ | -------- |
| Sverige      | 1        |

### Fotnoter
1. 1 2  ”Tomas Ledin”. Svensk mediedatabas. http://smdb.kb.se/catalog/search?q=Tomas+Ledin&sort=OLDEST. Läst 17 januari 2013.
2. 1 2  Placering på den svenska albumlistan